# Edmond Taillet
Edmond Taillet est un chanteur français, né le 9 juin 1932 à Marseille et mort le 7 août 2008 à Cannes,.

## Biographie
Edmond Taillet débute comme chanteur à l'Alcazar de Marseille. À partir de 1958, il commence à enregistrer des 45 tours avec Jerry Mengo et son orchestre. Après plusieurs EP, sa carrière de chanteur étouffée par la vague yéyé et le rock’n roll peine à décoller . Il est rapidement recruté par la French Connection pour séduire de jeunes Québécoises, les ramener en France avec leur voiture puis les utiliser comme « mules » pour transporter de l’héroïne du Havre vers Montréal et New York.
Le jeudi 13 mars 1969, sur le vol AF031 Paris-Montréal, il dissimule, avec la collaboration de Jacques Bec, 250 kilos d’héroïne pure dans le matériel de sonorisation et les instruments de musique de la troupe de Johnny Hallyday,.
Il est arrêté aux États-Unis avec 93 kilos d'héroïne. Pour échapper à une très lourde peine de prison, il accepte de coopérer avec la justice américaine et ne purge que quatre années d'emprisonnement, d'abord à Rikers Island puis dans le Wisconsin.